# André Ooijer
André Antonius Maria Ooijer (Ámsterdam, 11 de julio de 1974) es un exfutbolista y entrenador neerlandés que jugaba de defensa o pivote. Actualmente es asistente técnico de Peter Bosz en el PSV Eindhoven de la Eredivisie.

## Biografía
Se formó en varios clubes, incluido el Ajax Ámsterdam. Fue cedido al FC Volendam. Luego fue jugador del Roda JC, hasta 1998, año en donde fue traspasado al PSV Eindhoven, en donde ganó varias veces la Eredivisie, la Copa de los Países Bajos y la Supercopa de los Países Bajos. Para la temporada 2006/07, fue fichado por el Blackburn Rovers FC. Luego de su paso por Inglaterra, volvió a los Países Bajos para retirarse. 

## Selección nacional
Con la selección de fútbol de los Países Bajos disputó 55 partidos y anotó tres goles. Fue internacional de 1998 a 2010. 
Estuvo en la Copa Mundial de Fútbol de 1998, en donde fue semifinalista, quedando en cuarto lugar, en la Copa Mundial de Fútbol de 2006, donde llegó a octavos de final y en la Copa Mundial de Fútbol de 2010 donde fue subcampeón tras perder ante España por 1 a 0.

### Participaciones en Copas del Mundo
| Mundial                        | Sede      | Resultado        | Partidos | Goles |
| ------------------------------ | --------- | ---------------- | -------- | ----- |
| Copa Mundial de Fútbol de 1998 | Francia   | Semifinal        | 0        | 0     |
| Copa Mundial de Fútbol de 2006 | Alemania  | Octavos de final | 4        | 0     |
| Copa Mundial de Fútbol de 2010 | Sudáfrica | Subcampeón       | 1        | 0     |

### Participaciones en Eurocopas
| Eurocopa      | Sede            | Resultado        |
| ------------- | --------------- | ---------------- |
| Eurocopa 2008 | Austria · Suiza | Cuartos de final |

## Clubes
| Club                   | País         | Año       |
| ---------------------- | ------------ | --------- |
| Ajax                   | Países Bajos | 1993-1995 |
| → FC Volendam (cedido) | Países Bajos | 1994-1995 |
| Roda JC                | Países Bajos | 1995-1997 |
| PSV Eindhoven          | Países Bajos | 1998-2006 |
| Blackburn Rovers FC    | Inglaterra   | 2006-2009 |
| PSV Eindhoven          | Países Bajos | 2009-2010 |
| Ajax                   | Países Bajos | 2010-2012 |

## Palmarés

### Campeonatos nacionales
| Título                        | Club          | País         | Año  |
| ----------------------------- | ------------- | ------------ | ---- |
| Copa de los Países Bajos      | Roda JC       | Países Bajos | 1997 |
| Supercopa de los Países Bajos | PSV Eindhoven | Países Bajos | 1998 |
| Eredivisie                    | PSV Eindhoven | Países Bajos | 2000 |
| Supercopa de los Países Bajos | PSV Eindhoven | Países Bajos | 2000 |
| Eredivisie                    | PSV Eindhoven | Países Bajos | 2001 |
| Supercopa de los Países Bajos | PSV Eindhoven | Países Bajos | 2001 |
| Eredivisie                    | PSV Eindhoven | Países Bajos | 2003 |
| Supercopa de los Países Bajos | PSV Eindhoven | Países Bajos | 2003 |
| Eredivisie                    | PSV Eindhoven | Países Bajos | 2005 |
| Copa de los Países Bajos      | PSV Eindhoven | Países Bajos | 2005 |
| Eredivisie                    | PSV Eindhoven | Países Bajos | 2006 |
| Eredivisie                    | Ajax          | Países Bajos | 2011 |
| Eredivisie                    | Ajax          | Países Bajos | 2012 |